# Rúben Amorim
Rúben Filipe Marques Amorim (* 27. Januar 1985 in Lissabon) ist ein ehemaliger portugiesischer Fußballspieler und heutiger -trainer.

## Spielerkarriere
Amorim war auf vielen Positionen einsetzbar: Er konnte sowohl im zentralen, defensiven oder offensiven Mittelfeld spielen als auch als Rechtsverteidiger fungieren.

### Vereine
Amorim startete seine Profikarriere beim Lissabonner Erstligisten Belenenses. Über die Jahre entwickelte er sich zum Stammspieler und bestritt bis zu seinem Wechsel zum Lokalrivalen Benfica im Jahr 2008 96 Partien und schoss vier Tore.

### Nationalteam
2007 nahm Amorim mit der portugiesischen U-21-Auswahl an der U-21-Europameisterschaft in den Niederlanden teil.
Für die Weltmeisterschaft 2010 stand Amorim im erweiterten Kader Portugals. Nachdem sich Nani am 8. Juni 2010 an der Schulter verletzt hatte, wurde er nachnominiert. Dabei gab er am 15. Juni 2010 sein Debüt gegen die Elfenbeinküste.

## Trainerkarriere
Nach seiner Spielerkarriere begann Amorim als Trainer zu arbeiten. Zur Saison 2018/19 übernahm er den Drittligisten Casa Pia AC. Im Januar 2019 wurden dem Klub sechs Punkte abgezogen und Amorim für 12 Monate gesperrt, da er keine gültige Trainerlizenz vorzuweisen hatte. Obgleich die Sperre letztlich aufgehoben wurde, reichte er seinen Rücktritt ein.
Mitte September 2019 wurde Amorim als Trainer der in der dritten Liga spielenden Reservemannschaft von Sporting Braga verpflichtet. Im Dezember wurde er nach der Entlassung von Ricardo Sá Pinto zum Cheftrainer der Profimannschaft befördert. Er übernahm Braga am 15. Spieltag auf Platz sechs stehend. Ende Januar 2020 gewann er mit dem Verein den portugiesischen Ligapokal. In der UEFA Europa League schied er mit Braga Ende Februar im Sechzehntelfinale gegen die Glasgow Rangers aus. In der Liga blieb er bis Anfang März in neun Spielen ungeschlagen und erreichte acht Siege.
Am 4. März 2020 wurde Amorim für die Ablöse von zehn Millionen Euro von Sporting Lissabon verpflichtet. Er übernahm Lissabon auf Platz vier stehend und beendete die Saison 2019/20 auf dem gleichen Platz. Zu Beginn der Saison 2020/21 scheiterte Sporting in der Qualifikation zur UEFA Europa League am Linzer ASK. Danach führte er die Löwen jedoch zum Ligapokalsieg und am Saisonende auch zum ersten Meistertitel seit 2002. In der Champions League gelang Sporting daraufhin erstmals seit der Saison 2008/09 wieder der Einzug ins Achtelfinale. In der Saison 2023/24 gewann er mit Sporting zum zweiten Mal die portugiesische Meisterschaft.
Am 11. November 2024 wechselte Amorim in die Premier League zu Manchester United. Er unterschrieb einen Vertrag bis zum 30. Juni 2027. Sporting Lissabon stand zu diesem Zeitpunkt mit 11 Siegen in ebenso vielen Spielen unangefochten an der Tabellenspitze der Primeira Liga.

## Erfolge
Als Spieler
- Portugiesischer Meister (3): 2010, 2014, 2015
- Portugiesischer Pokalsieger (1): 2014
- Portugiesischer Ligapokalsieger (4): 2009, 2010, 2011, 2013
- Portugiesischer Supercupsieger (1): 2014

Als Trainer
- Portugiesischer Meister (2): 2021, 2024
- Portugiesischer Ligapokalsieger (3): 2020, 2021, 2022
- Portugiesischer Supercupsieger (1): 2021